# Verband öffentlicher Verkehr
Der Verband öffentlicher Verkehr (VöV) ist ein Schweizer Verband in der Rechtsform einer Genossenschaft und Sitz in Bern.
Als Branchenverband der Transportunternehmen vertritt er die vielfältigen Anliegen und Interessen der Verkehrsunternehmen (Bahn, Trolleybus, Autobus und Schiff) des öffentlichen Verkehrs (öV) gegenüber Behörden, Politik, Verwaltung, Industrie und Dritten. Der VöV setzt sich für alle Belange des öffentlichen Verkehrs der Schweiz ein, informiert die Öffentlichkeit über die Bedeutung, Anliegen und Herausforderungen des öV Schweiz und engagiert sich bei öV-relevanten Themen in Abstimmungskampagnen. Zudem ist der VöV Träger von Aus- und Weiterbildungen und Taktgeber für Branchenlösungen (zum Beispiel Regelwerk Technik Eisenbahn/RTE, Umsetzung Behindertengleichstellungsgesetz im öV). Er operiert in enger Zusammenarbeit mit Alliance Swisspass, der nationalen Tariforganisation des öffentlichen Verkehrs.

## Geschichte
Der Verband wurde 1889 gegründet als Verband schweizerischer Sekundärbahnen und 1924 in Verband schweizerischer Transportanstalten beziehungsweise 1955 in Verband Schweizerischer Transportunternehmungen umbenannt, in beiden Fällen mit VST abgekürzt. Seinen heutigen Namen erhielt er 1988. Der damalige VST war 1944 ausserdem Initiator des Schweizer Standardwagens, eines landesweit gebauten Einheits-Strassenbahn-Wagentyps. Gleichfalls auf VST-Planungen basierte der 1971 konzipierte VST-Einheitstrolleybus, der in zusammen 119 Exemplaren von sechs Städten gemeinsam beschafft wurde. Auch dessen Vorläufer, der in den 1960er Jahren entwickelte APG-Trolleybus, entstand in enger Zusammenarbeit mit dem VST.

## Der Verband heute
Dem Verband sind rund 130 Transportunternehmen des öffentlichen Verkehrs angeschlossen – von den SBB mit gut 33’000 Mitarbeitenden bis zur Braunwaldbahn mit 24 Mitarbeitern. Seine Mitglieder aus den Bereichen Bahn, Bus, Tram und Seilbahn transportieren pro Tag über 1,5 Millionen Reisende, was fast 20 Prozent der Bevölkerung entspricht.
Der VöV hat zwei Hauptzielgruppen: Zum einen sind es die eigenen Mitglieder, zum andern Politik und Behörden. Dabei sorgt der Verband dafür, dass der Informationsaustausch zwischen diesen beiden Gruppen wortwörtlich zweigleisig abläuft: Der Verband sammelt und koordiniert die Anliegen und Interessen seiner Mitglieder. Das geschieht beispielsweise in zahlreichen VöV-Kommissionen mit Spezialgebieten sowie im Vorstand. Im Verband erarbeitete Positionen vertritt der VöV gegenüber Parlament, den Bundesämtern oder den Kantonen. Je nach Interesse der Öffentlichkeit kann er das auch mit einer Medienmitteilung oder an einer Medienkonferenz tun. Anderseits nimmt der Verband auch Impulse von aussen auf. Seien es solche aus Politik, aus den Behörden, aus der Technologie (zum Beispiel Digitalisierung) oder auch von Kunden.
Direktor ist Ueli Stückelberger.

## Zusammenarbeit mit Alliance Swisspass
Von 2005 bis Mitte 2016 war der VöV auch für die Geschäftsführung des nationalen Tarifverbundes Direkter Verkehr zuständig, welcher zuvor von den Schweizerischen Bundesbahnen geführt worden war. Der Direkte Verkehr Schweiz stellt mit Gründung im Jahr 1857 den ältesten Tarifverbund der Schweiz dar und bietet seit 1898 das Generalabonnement an. Heute sind dem Direkten Verkehr insgesamt rund 250 Transportunternehmen – und damit praktisch alle Schweizer Transportunternehmen – angeschlossen. Seit dem 1. Juli 2016 werden die Belange des Direkten Verkehrs Schweiz durch ch-integral koordiniert. ch-integral ist der Trägerverein der Geschäftsstelle des Direkten Verkehrs (Alliance Swisspass). Der Verein ging als eigenständige Organisation aus einer Loslösung vom VöV hervor. Die beiden Branchenorganisationen arbeiten jedoch weiter eng zusammen. Während sich der Verband öffentlicher Verkehr vor allem auf der politischen Ebene engagiert, agiert ch-direct vornehmlich auf der operativen und strategischen Ebene.

## Medien
Der VöV gab (zusammen mit den SBB) die zehnmal jährlich erscheinende Publikumszeitschrift VIA heraus.